# Хао Цзюньминь
Ха́о Цзюньми́нь (кит. трад. 蒿俊閔, упр. 蒿俊闵, пиньинь Hāo Jùnmǐn; род. 24 марта 1987[…], Ухань) — китайский футболист, полузащитник клуба «Ухань».

## Клубная карьера
Хао Цзюньминь начал профессиональную карьеру в «Тяньцзинь Тэда». Его дебют за основную команду состоялся 15 сентября 2004 года в матче с «Ляонином» (2:0). Первый гол он забил 28 ноября 2004 года тому же «Ляонину» (5:1). В 2005 и 2007 годах Цзюньминь становился лучшим молодым игроком Китая. В 2009 году Хао в составе «Тяньцзинь Тэда» дебютировал в азиатской Лиге чемпионов.
В январе 2010 года Хао покинул Китай и в качестве свободного агента подписал контракт на полтора года с немецким клубом «Шальке 04». 6 марта 2010 года он дебютировал в Бундеслиге в матче против франкфуртского «Айнтрахта» (4:1), заменив Кевина Кураньи на 91-й минуте. Цзюньминь стал первым китайцем в истории «Шальке 04». В немецком клубе Хао выступал под седьмым номером во второй половине сезона 2009/10, но летом отдал его перешедшему в «Шальке» Раулю, а сам начал выступать под восьмым номером.
По окончании сезона 2010/11 Хао покинул «Шальке 04» и вернулся в Китай, где 8 июля 2011 года присоединился к команде Суперлиги «Шаньдун Лунэн». За десять лет в этом клубе он провёл 213 матчей в чемпионате Китая, 35 матчей в Кубке Китая и 28 матчей в Лиге чемпионов АФК. В июле 2021 года Цзюньминь стал игроком «Уханя» из своего родного города.

## Международная карьера
Хао Цзюньминь прошёл практически все уровни китайской футбольной школы, начав с национальной команды до 17 лет, которая принимала участие в юношеском чемпионате мира 2003 года. Затем он стал игроком команды до 20 лет, с которой принял участие в молодёжном первенстве мира 2005 года. Хорошо показав себя на турнире, Хао был приглашен в национальную команду, с которой принял участие в розыгрыше чемпионата Восточной Азии 2005 года. Его дебют состоялся в матче против сборной Японии (2:2) 3 августа 2005 года. При тренере Чжу Гуанху его карьера в сборной была успешной, однако из-за болезни он не попал в состав сборной на Кубок Азии 2007. В 2008 году Хао Цзюньминь вызывался в национальную команду на домашний Олимпийский турнир, где принял участие в двух матчах группового турнира из трёх.

## Статистика

### Список голов за сборную Китая
| №  | Дата            | Город     | Соперник         | Гол Хао | Счёт | Соревнование                  |
| -- | --------------- | --------- | ---------------- | ------- | ---- | ----------------------------- |
| 1  | 23 февраля 2008 | Чунцин    | КНДР             | 3:1     | 3:1  | Чемпионат Восточной Азии 2008 |
| 2  | 25 мая 2008     | Гуанчжоу  | Иордания         | 1:0     | 2:0  | Товарищеский матч             |
| 3  | 21 января 2009  | Ханчжоу   | Вьетнам          | 5:1     | 6:1  | Кубок Азии 2011 (отбор)       |
| 4  | 29 мая 2009     | Шанхай    | Германия         | 1:0     | 1:1  | Товарищеский матч             |
| 5  | 25 июля 2009    | Тяньцзинь | Кыргызстан       | 2:0     | 3:0  | Товарищеский матч             |
| 6  | 2 января 2011   | Доха      | Ирак             | 1:0     | 3:2  | Товарищеский матч             |
| 7  | 16 января 2011  | Доха      | Узбекистан       | 2:2     | 2:2  | Кубок Азии 2011               |
| 8  | 23 июля 2011    | Куньмин   | Лаос             | 5:2     | 7:2  | ЧМ-2014 (отбор)               |
| 9  | 23 июля 2011    | Куньмин   | Лаос             | 7:2     | 7:2  | ЧМ-2014 (отбор)               |
| 10 | 6 сентября 2011 | Амман     | Иордания         | 1:2     | 1:2  | ЧМ-2014 (отбор)               |
| 11 | 29 февраля 2012 | Гуанчжоу  | Иордания         | 1:0     | 3:1  | ЧМ-2014 (отбор)               |
| 12 | 29 февраля 2012 | Гуанчжоу  | Иордания         | 2:0     | 3:1  | ЧМ-2014 (отбор)               |
| 13 | 3 января 2015   | Сидней    | Оман             | 1:1     | 4:1  | Товарищеский матч             |
| 14 | 1 сентября 2016 | Сеул      | Республика Корея | 2:3     | 2:3  | ЧМ-2018 (отбор)               |

## Достижения

### Командные
«Шальке 04»
- Обладатель Кубка Германии: 2010/11

«Шаньдун Лунэн»
- Обладатель Кубка КФА (2): 2014, 2020
- Обладатель Суперкубка КФА: 2015

Сборная Китая
- Победитель чемпионата Восточной Азии: 2005
- Бронзовый призёр чемпионата Восточной Азии: 2008

### Личные
- Лучший молодой игрок КФА (2): 2005, 2007
- Входит в состав символической сборной чемпионата Китая (4): 2005, 2007, 2017, 2019